# Wie wordt euromiljonair ?
Wie wordt miljonair ? (en néerlandais : Qui sera millionnaire ?) est la déclinaison belge néerlandophone du célèbre jeu britannique Who wants to be a millionaire ?
Présentée par Walter Grootaers, elle est l'une des émissions phares de la chaîne de télévision privée flamande VTM. Une version francophone du jeu est diffusée sur la chaîne RTL-TVI sous le nom de Qui sera millionnaire ?
Le concept de l'émission est similaire à celui des autres versions nationales du jeu, le but étant pour les participants de parvenir à remporter la somme de 1 million d'euros à l'issue de questionnaires à choix multiple dont la difficulté va croissant.
Quinze questions sont nécessaires pour remporter cette somme. Deux paliers ont été prévus pour tenter de garantir une somme minimale aux candidats qui y parviennent : le premier palier est atteint au bout de la cinquième question (500 euros), le second au bout de la dixième question (12 500 euros). Dans la version belge néerlandophone, les candidats disposent de trois jokers : le 50/50, le coup de téléphone à un ami (Bel een vriend) et l'avis du public (Vraag het aan het publiek).
La version belge néerlandophone de l'émission voit le jour en 1999 sur les ondes de VTM sous le nom de Wie wordt multimiljonair ? (en néerlandais : Qui sera multimillionaire ?). Le but est alors de remporter la somme maximale de 20 millions de francs belges.
Interrompu en 2001, le programme revient à l'antenne l'année suivante sous son nom actuel, les sommes étant alors converties en euros. Le jeu a continué à être diffusé sous sa version originale jusqu'en 2006.
Depuis 2017, le jeu est revenu sous le nom de "Wie wordt miljonair ?" et reprend la formule australienne du Millionaire Hot Seat (en), sorte de version "chaises musicales" du jeu, où les candidats se suivent, ont un temps imparti pour répondre aux questions (15 secondes pour le premier tiers, 30 secondes pour le 2e tiers, 45 secondes pour le 3e tiers) et n'ont droit qu'à un joker, "Pass", où le candidat passe son tour au candidat suivant qui devra obligatoirement répondre à la question. Le candidat ayant passé son tour va à la fin de la "file". Si le candidat n'arrive pas à répondre avant la fin du temps imparti, il existe deux cas de figure: si le candidat a encore le joker "Pass", cela voudra dire qu'il utilise automatiquement ce joker. Si le candidat n'a plus de joker, ce sera considéré comme mauvaise réponse et le candidat sera éliminé. Si un candidat se fait éliminer à cause d'une mauvaise réponse, le montant maximal de l'arbre des gains recule d'un cran.

## Échelle des gains
| Numéro de question | Valeur de la question                        |
| Numéro de question | (Les zones jaunes sont les niveaux garantis) |
| ------------------ | -------------------------------------------- |
| 1                  | 25 €                                         |
| 2                  | 50 €                                         |
| 3                  | 125 €                                        |
| 4                  | 250 €                                        |
| 5                  | 500 €                                        |
| 6                  | 1 000 €                                      |
| 7                  | 2 000 €                                      |
| 8                  | 4 000 €                                      |
| 9                  | 7 000 €                                      |
| 10                 | 12 500 €                                     |
| 11                 | 25 000 €                                     |
| 12                 | 50 000 €                                     |
| 13                 | 125 000 €                                    |
| 14                 | 250 000 €                                    |
| 15                 | 1 000 000 €                                  |